# Дания на зимних Олимпийских играх 1994
Дания принимала участие в Зимних Олимпийских играх 1994 года в Лиллехамере (Норвегия) в восьмой раз за свою историю, и не завоевала ни одной медали. Делегация состояла из 4 спортсменов (все мужчины), принявших участие в 6 соревнованиях трёх видов спорта. Самый молодой спортсмен сборной — Джонни Альбертсен (англ. Johnny Albertsen) в возрасте 16 лет, самый старший — Эбби Хартс (англ. Ebbe Hartz) в возрасте 27 лет.

## Горнолыжный спорт
Men
| Спортсмен                                  | Вид               | Результаты | Результаты     | Результаты | Результаты     | Результаты |
| Спортсмен                                  | Вид               | Забег 1    | Забег 2        | Забег 3    | Итого          | Место      |
| ------------------------------------------ | ----------------- | ---------- | -------------- | ---------- | -------------- | ---------- |
| Джонни Альбертсен (англ. Johnny Albertsen) | Гигантский слалом | 1:37,35    | не финишировал |            | не финишировал |            |

## Лыжные гонки
Мужчины
| Спортсмен                           | Вид                                        | Результаты   | Результаты | Результаты | Результаты | Результаты | Результаты |
| Спортсмен                           | Вид                                        | Время старта | Место      | Время      | Место      | Итого      | Место      |
| ----------------------------------- | ------------------------------------------ | ------------ | ---------- | ---------- | ---------- | ---------- | ---------- |
| Майкл Бинзер (англ. Michael Binzer) | 10 км классическим стилем                  |              |            |            |            | 27:43,5    | 66         |
| Майкл Бинзер (англ. Michael Binzer) | 15 км свободным стилем гонка преследования | +03:23       | 66         | 39:34,1    | 49         | +7:08,3    | 50         |
| Майкл Бинзер (англ. Michael Binzer) | 30 км свободным стилем                     |              |            |            |            | 1:22:23,1  | 47         |
| Эбби Хартс (англ. Ebbe Hartz)       | 10 км классическим стилем                  |              |            |            |            | 27:36,0    | 64         |
| Эбби Хартс (англ. Ebbe Hartz)       | 15 км свободным стилем гонка преследования | +03:16       | 64         | 41:16,8    | 63         | +8:44,0    | 61         |
| Эбби Хартс (англ. Ebbe Hartz)       | 30 км свободным стилем                     |              |            |            |            | 1:27:43,2  | 66         |
| Эбби Хартс (англ. Ebbe Hartz)       | 50 км классическим стилем                  |              |            |            |            | 2:25:58,5  | 57         |

## Фигурное катание
Мужчины
| Майкл Тиллесен (англ. Michael Tyllesen) | 6,5 | 13 | 12,0 | 18,5 | 13 |